# Гордон, Уильям, 6-й виконт Кенмур
Уильям Гордон, 6-й виконт Кенмур и лорд Лочинвар (англ. William Gordon, 6th Viscount of Kenmure; ок. 1672 — 24 февраля 1716) — шотландский дворянин и якобит.

## Биография
Единственный сын Александра Гордона, 5-го виконта Кенмура (? — 1698) из замка Кенмур. Он стал преемником своего отца после его смерти в 1698 году, но не смог унаследовать имущество своей семьи до 1700 года из-за затяжного судебного процесса. Первоначально не являвшийся активным сторонником изгнанных Стюартов, лорд Кенмур стал лидером дворян Лоуленда, выступавших против Акта об унии в 1701 году.
Отсутствуя в парламенте в начале правления королевы Анны, 6-й виконт Кенмур был глубоко вовлечен в заговор с целью восстания якобитов и французского вторжения. В конце 1705 года якобиты Лоуленда выбрали его делегатом в Сен-Жермен, хотя он туда не ездил. В начале 1706 года он заявил, что недовольство привело Кэмеронов из Галлоуэя к якобитизму. В 1707 году он был одним из пэров-якобитов, за поведение которых Дэвид Мюррей, 5-й виконт Стормонт, отвечал полковнику Натаниэлю Гуку, посланнику Сен-Жермена. В том же году Джеймс Фрэнсис Эдвард Стюарт пожаловал ему титул маркиза. В 1711 году он женился на Мэри (умерла в 1776 году), дочери сэра Джона Далзелла, 2-го баронета (умер в 1698 году), сестре Роберта Далзелла, 5-го графа Карнуэта и племяннице капитана Джеймса Далзелла, его давнего друга-якобита. У них было три сына и дочь.
По настоянию своего зятя, лорда Карнуэта, он присоединился к восстанию якобитов, запланированному Джоном Эрскином, графом Маром, который назначил Кенмура, несмотря на полное отсутствие у него военного опыта, командующим якобитскими силами Лоуленда. Кенмур поднял Королевское знамя Шотландии в Лохмабене 12 октября 1715 года, и к нему присоединились около двухсот джентльменов, в том числе граф Карнуэт, Уильям Максвелл, 5-й граф Нитсдейл, и Джордж Сетон, 5-й граф Уинтон. Этот небольшой отряд получил некоторые пополнения до того, как Кенмур достиг Хоика, где он узнал новости о восстании английских якобитов. Он присоединился к Томасу Форстеру и Джеймсу Рэдклиффу, 3-му графу Дервентуотеру, в Ротбери. Их объединённые силы численностью около ста пятидесяти кавалеристов после серии маршей остановились на границе, в Келсо, где они были усилены бригадой под командованием Уильяма Макинтоша из Борлума.
Там 24 октября 1715 года виконт Кенмур провозгласил королём Шотландии Якова VIII Стюарта. Объединившись с нортумбрийскими повстанцами, он двинулся в Англию под командованием Томаса Форстера. Он был взят в плен на баррикадах Престона и доставлен в Лондон. Впоследствии его судили, признали виновным и обезглавили на Тауэрском холме 24 февраля 1716 года, а его титул и поместья были конфискованы. В некоторых источниках говорится, что его тело было возвращено его семье в Кенмуре для захоронения.
В 1824 году парламентский акт отменил конфискацию, и его прямой потомок Джон Гордон (1750—1840) стал 7-м виконтом Кенмуром. Считается, что ещё живы и другие потомки, хотя титул остается бездействующим.